# Atic Atac
Atic Atac – komputerowa gra labiryntowa autorstwa Tima i Chrisa Stamperów, wyprodukowana przez brytyjskie studio Ashby Computers and Graphics Limited i wydana w 1983 roku przez Ultimate Play the Game.

## Rozgrywka
Atic Atac jest grą labiryntową, której świat gracz obserwuje z perspektywy ptasiej. Na początku gry gracz wybiera jedną z trzech grywalnych postaci: czarodzieja, rycerza lub chłopa. Celem gry jest przeszukanie olbrzymiego zamku w poszukiwaniu trzech kluczy, które pozwolą uciec awatarowi. Zamek liczy sobie pięć pięter i około 200 pomieszczeń, w których na postać gracza czają się między innymi losowo generowane duchy, czarownice i gobliny, a także bossowie pokroju Drakuli i potwora Frankensteina. Zdrowie bohatera obrazuje wizerunek smażonego kurczaka, który jest stopniowo obdzierany do kości, gdy bohater dozna obrażeń w starciu z przeciwnikami.

## Produkcja

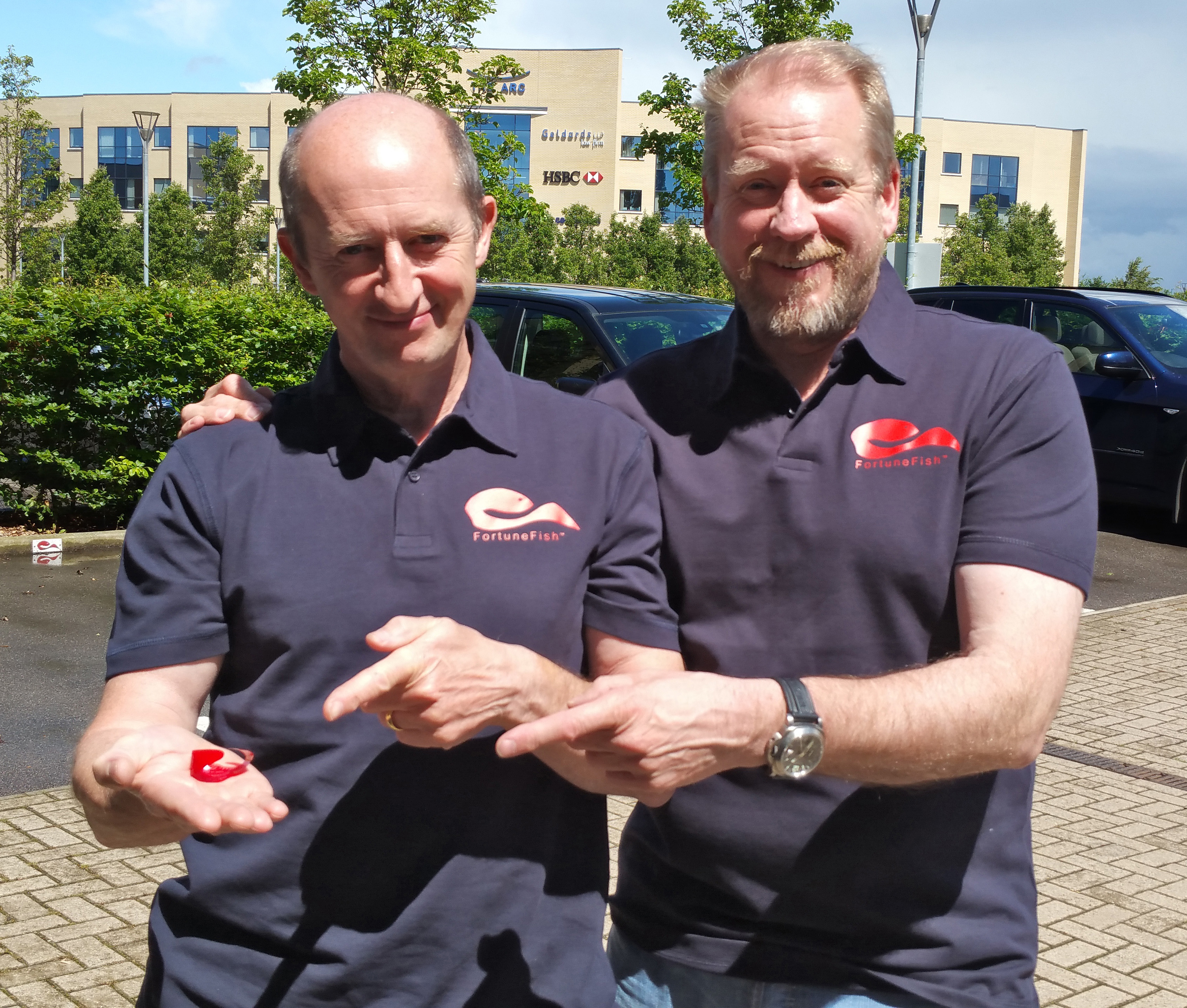
Tim i Chris Stamper, autorzy gry

Firma Ashby Computers and Graphics została założona w 1982 roku przez braci Tima i Chrisa Stamperów oraz żonę Tima, Carol, z siedzibą w Ashby-de-la-Zouch. Pod nazwą handlową Ultimate Play the Game rozpoczęli oni produkcję wielu gier komputerowych przeznaczonych na platformę ZX Spectrum.
Działalność Ultimate była tajna, a bracia Stamper rzadko udzielali wywiadów. Podczas prac nad Atic Atac twórcy pracowali w „oddzielnych zespołach”, aby zapewnić kontrolę jakości; jeden zespół pracował nad grafiką, podczas gdy drugi nadzorował mechanikę lub dźwięk. Bracia Stamper pracowali siedem dni w tygodniu, aby zapewnić sobie więcej czasu na produkcję gier i często ponownie wykorzystywali tę samą mechanikę w nowszych grach na ZX Spectrum.

## Odbiór
Po premierze gra została pozytywnie przyjęta przez krytyków. „Micro Adventurer” głównie chwalił zdolność Ultimate do tworzenia wysokiej jakości gier, pisząc, że Atic Atac „z pewnością utrwali się w umysłach poszukiwaczy przygód” i polecając grę "bez zastrzeżeń". „Crash” chwalił kolorową grafikę gry, opisując szczegóły i obiekty gry jako „cudowne”. Skrytykował jednak trudne sterowanie dżojstikiem i niejasne instrukcje, dodając, że cała gra wymaga przyuczenia. „Computer and Video Games” stwierdził, że gra była „najlepszą jak dotąd od Ultimate”, a pod koniec 1984 roku opisywał ją jako „ulubioną zręcznościową przygodówkę wśród graczy komputerowych”. Pismo „Personal Computer Games” wyraziło opinię, że była to „kolejna przebojowa gra”, podczas gdy „Sinclair User” chwalił zarówno głębię fabuły, jak i „wspaniałą”, zaawansowaną grafikę.
Brytyjski krytyk Dan Whitehead nazwał Atic Atac „jedną z najlepiej zaprojektowanych gier ery 8-bitowej”, która jego zdaniem przewyższa jakością późniejsze produkcje Ultimate Play the Game i „przyćmiewa nawet dzisiaj podobne tytuły”.